# Hannah Kasulka
Hannah Kasulka est une actrice américaine surtout connue pour son rôle de Casey Rance dans la série télévisée L'Exorciste et pour celui de Meegan Bishop dans Filthy Preppy Teen$ (en).
Hannah Kasulka soutient le Sheldrick Wildlife Trust (en).

## Biographie
Hannah Kasulka naît et grandit dans la ville de Macon (Géorgie). Enfant unique, elle fréquente le Georgia Institute of Technology d'Atlanta, d'où elle obtient un BS en 2009. Au cours de ses études universitaires, elle prend des cours de jeu.
Après ses études, Hannah Kasulka déménage à Los Angeles, Californie, afin d'y poursuivre une carrière d'actrice,. Elle travaille d'abord dans un coffee shop, où elle rencontre des gens qui la persuadent de rejoindre le Upright Citizens Brigade Theatre (en), qui lui permettra de lancer sa carrière.
Hannah Kasulka décroche le rôle principal de la série L'Exorciste, bien qu'elle n'avait jamais vu le film original,. En 2019, elle scénarise, réalise et joue dans le court métrage Bird of Shame, un film en noir et blanc sans dialogue. Elle joue également le rôle principal dans le film d'horreur Witches In The Woods.
En 2020, Hannah Kasulka joue dans Playing God (en).

## Filmographie

### Film
| Année | Titre                                              | Rôle                                           |
| ----- | -------------------------------------------------- | ---------------------------------------------- |
| 2020  | Playing God                                        | Rachel                                         |
| 2019  | Bird of Shame                                      | La fille (actrice / scénariste / réalisatrice) |
| 2019  | Witches in the Woods                               | Jill                                           |
| 2016  | Clara                                              | Clara                                          |
| 2016  | The Cheerleader Murders                            | Morgan Wheeler                                 |
| 2016  | Donald Trump's The Art of the Deal: The Movie (en) | Club BG / General BG                           |
| 2014  | The Green Room                                     | court métrage                                  |
| 2013  | Filthy                                             | Reagan Berg                                    |
| 2013  | Prank                                              | Eve Goodwin                                    |
| 2013  | Shadow Walkers                                     | adversaire                                     |
| 2013  | Drunk Buddies                                      | court métrage                                  |
| 2012  | Every Found Footage Horror Movie Trailer           | court métrage                                  |
| 2012  | Ce qui vous attend si vous attendez un enfant      | jolie fille                                    |
| 2011  | Game Time: Tackling the Past                       | Allie Jacobs                                   |
| 2010  | Fried Tofu                                         | Hannah                                         |

### Télévision
| Année     | Titre                               | Rôle                                        | Notes                                                       |
| --------- | ----------------------------------- | ------------------------------------------- | ----------------------------------------------------------- |
| 2020      | The Rookie : Le flic de Los Angeles | Officer Erin Cole                           | 2 épisodes                                                  |
| 2019      | Modern Family                       | Brandi                                      | 1 épisode - Tree's a Crowd                                  |
| 2018      | Love                                | Brooklyn                                    | 4 épisodes                                                  |
| 2016-2017 | L'Exorciste                         | Casey Rance                                 | 11 épisodes                                                 |
| 2017      | Drive Share                         | Hannah                                      | 1 épisode - Marry Me?                                       |
| 2015      | Filthy Preppy Teen$                 | Meegan Bishop                               | 8 épisodes                                                  |
| 2015      | Murder                              | Megan Harris                                | 1 épisode - Skanks Get Shanked                              |
| 2014-2015 | Comedy Bang! Bang!                  | assistante de production / fille au chapeau | 2 épisodes                                                  |
| 2014-2015 | The Fosters                         | Kaitlyn Reihl / Kaitlyn                     | 7 épisodes                                                  |
| 2015      | Perception                          | Lily Williams                               | 1 épisode - Romeo                                           |
| 2014      | Les Experts                         | Debbie Logan                                | 1 épisode - Love for Sale                                   |
| 2013      | True Blood                          |                                             | 2 épisodes                                                  |
| 2013      | True Blood: Jessica's Blog          | Charlaine Bellefleur                        | 1 épisode - Faerie Friends                                  |
| 2013      | Guys with Kids                      | Tanya                                       | 1 épisode - Gary's Idea                                     |
| 2012      | Up All Night                        | Amy                                         | 1 épisodes - The Wedding                                    |
| 2012      | Nashville                           | Tatiana                                     | 1 épisode - I Can't Help It (If I'm Still in Love with You) |
| 2009      | Les Frères Scott                    |                                             | 1 épisode - Screenwriter's Blues                            |